# کاتالین لاکی
کاتالین لاکی (مجاری: Katalin Laki؛ زادهٔ ۲ آوریل ۱۹۴۸) بازیکن هندبال اهل مجارستان است.